# Ruet
Pour les articles homonymes, voir Ruet (homonymie).
Le Ruet est un ruisseau français du département du Loiret situé dans le bassin de la Loire.
La rivière est un affluent de la Bionne et un sous-affluent du canal d'Orléans.

## Étymologie
Ruet est le diminutif du mot ru, qui signifie ruisseau.

## Géographie
La longueur de son cours est de 5,4 km.
Le Ruet prend son origine de la confluence de divers fossés sur le territoire de la commune de Chanteau puis, il se dirige vers le sud et marque la limite entre la commune de Marigny-les-Usages au nord et celles de Semoy et Saint-Jean-de-Braye au sud. Il termine sa course à Boigny-sur-Bionne où il conflue avec l'Esse pour former la Bionne à proximité du lieu-dit Le Petit-Bouland.
Le Ruet traverse trois étangs de la forêt d'Orléans : ceux de Goumiers à Chanteau, de Bucy à Marigny-les-Usages, et du Ruet à Semoy et Saint-Jean-de-Braye dans le bois de Charbonnière.
Le ruisseau passe sous la Route nationale 152 au nord de Boigny-sur-Bionne.

## Gestion de la rivière
L'entretien et l'aménagement de la rivière sont gérés par le syndicat intercommunal de la vallée de la Bionne et de ses affluents mis en place le 12 mai 1966.